# Magdalena Antoinetta van Schinne
Magdalena Antoinetta van Schinne (Den Haag, 18 mei 1762 – aldaar, 9 oktober 1840) is bekend geworden als schrijfster van een in 1990 gepubliceerd dagboek.

## Biografie
Van Schinne was een lid van de familie Schinne en een dochter van Isaäc van Schinne (1721-1779), secretaris van stadhouder Willem V, en Sara Anna van Ruster (1735-1793). Ze was een zus van Isaäc van Schinne (1759-1831), maire van 's-Gravenhage. Ze bleef ongehuwd.
Van Schinne moet een goede opleiding genoten hebben. Ze kende in ieder geval Frans en Engels. Hoewel haar vader een goede carrière had gehad, bleek er bij zijn overlijden toch geen fortuin aanwezig te zijn en raakte het gezin van moeder en kinderen in de financiële problemen. Ze woonde daarna met haar moeder en twee oudere zussen Catharina (1757-1840) en Everdina Anna (1760-1831) in Den Haag op de Dennenweg (nu: Kazernestraat) en later in de Molenstraat. Ondanks die financiële moeilijkheden probeerden ze de aansluiting bij de hogere Haagse kringen niet te geheel te missen. In de twee dagboeken die ze heeft nagelaten wordt dit naast de moeilijkheden duidelijk beschreven. Het eerste dagboek bestrijkt de jaren februari 1786 tot mei 1793 en is geschreven in briefvorm. Het tweede dagboek dat in 1796 begint is wel in dagboekvorm geschreven; het loopt tot 1805.
Van Schinne hoopte tijdens haar leven dat men haar dagboek zou lezen en waarderen: "Als men over enige eeuwen mijn zogenaamde dagboek terug zou vinden [...]" (aantekening van 8 juni 1788). In 1990 werd het gepubliceerd in de serie Egodocumenten van uitgeverij Verloren.